# ألانا كينيدي
ألانا كينيدي (بالإنجليزية: Alanna Kennedy) هي لاعبة كرة قدم أسترالية، ولدت في 21 يناير 1995 في كاملبتاون في أستراليا. شاركت مع منتخب أستراليا تحت 17 سنة لكرة القدم للسيدات ومنتخب أستراليا لكرة القدم للسيدات. أما مع النوادي، فقد لعبت مع وسترن نيويورك فلاش.

## وصلات خارجية
- ألانا كينيدي على موقع الاتحاد الدولي (مؤرشف)  (الإنجليزية)
- ألانا كينيدي على موقع الاتحاد الأوربي (الإنجليزية)
- ألانا كينيدي على موقع إي إس بي إن إف سي (الإنجليزية)
- ألانا كينيدي على موقع قاعدة بيانات كرة القدم.إي يو (الإنجليزية)
- ألانا كينيدي على موقع ليكيب (الفرنسية)
- ألانا كينيدي على موقع Soccerway.com (الإنجليزية)
- ألانا كينيدي على موقع عالم كرة القدم.نت (الإنجليزية)
- ألانا كينيدي على موقع اللجنة الأولمبية الدولية (الإنجليزية)
- ألانا كينيدي على موقع أوليمبيديا (الإنجليزية)
- ألانا كينيدي على موقع اللجنة الأولمبية الأسترالية (الإنجليزية)